# Seznam zrušených pivovarů v Česku
Zrušený pivovar je pivovar, kde budova stojí, ale pivovar už zde nefunguje (např. je přeměněná na rodinný dům apod.).
Seznam zrušených pivovarů v Česku:

## Zrušené pivovary

### Praha
- Pivovar Braník (1899–2007)
- Pivovar Braník (?–1900) – dominikánský
- Pivovar Holešovice (1895–1998) – přestavěn
- Pivovar Horní Krč (1841–1947)
- Pivovar Košíře (?–1934)
- Pivovar Královské Vinohrady (1893–1943)
- Pivovar Nusle (1694–1960)
- Pivovar Praha-U Tomáše (1352–1950)
- Pivovar Smíchov (1871–1939) – občanský
- Pivovar Uhříněves (1712–1949)
- Pivovar Záběhlice (1193–1937)

### Středočeský kraj
- Pivovar Bolechovice             po 1704–1900
- Pivovar Brandýs nad Labem – společenský 1662–1967
- Pivovar Brandýs nad Labem – zámecký ?  –1946
- Pivovar Buštěhrad                  1546–1967
- Pivovar Cerhovice – parostrojní    1898–1943
- Pivovar Cerhovice – městský        1516–1943
- Pivovar Čáslav                     1841–1951
- Pivovar Červené Pečky              1613–1945
- Pivovar Český Brod                 1884–1968
- Pivovar Dobrovice                  1530–1968
- Pivovar Dobříš – panský            1569–1911
- Pivovar Dymokury                   1575–1967
- Pivovar Chotýšany                  1740–1874
- Pivovar Hořovice  ?  –1949
- Pivovar Jeneč                      1635–1949
- Pivovar Jetřichovice          před 1541–1913
- Pivovar Jílové u Prahy             1884–1942
- Pivovar Jince                      1870–1974
- Pivovar Kladno-Kročehlavy          1858–1950
- Pivovar Kolín                      1517–1987
- Pivovar Kostelec nad Černými lesy  1742–1987
- Pivovar Křivoklát                  1517–1951
- Pivovar Kralupy nad Vltavou        1872–1979
- Pivovar Liběchov  ?  –1939
- Pivovar Liteň  ?  –1948
- Pivovar Lobeč                      1653–1938
- Pivovar Milín                      1654–1942
- Pivovar Miřejovice                 1699–1946
- Pivovar Mladá Boleslav             1899–1949
- Pivovar Olovnice u Kralup nad Vltavou  1640–1950
- Pivovar Osov                       1858–1943
- Pivovar Ovčáry u Kutné Hory        1679–1943
- Pivovar Pavlov-Nový Dvůr           1799–1942
- Pivovar Poděbrady                  1835–1950
- Pivovar Přerov nad Labem  ?
- Pivovar Příbram                    1491–1960
- Pivovar Rožmitál pod Třemšínem  ?  –1945
- Pivovar Sedlec u Kutné Hory        1530–1948
- Pivovar Smečno                     1840–1935
- Pivovar Střížkov                   1874–1928
- Pivovar Suchomasty                 1452–1966
- Pivovar Tloskov  ?  –1942
- Pivovar Trhové Dušníky             1679–1942
- Pivovar Tupadly                    1749–1961
- Pivovar Uhřice                před 1617–1901
- Pivovar Unhošť                     1641–1949
- Pivovar Vlašim                     1549–1949
- Pivovar Vlkava                     1736–1942
- Pivovar Votice                     1747–1955
- Pivovar Zásmuky                    1875–1952
- Pivovar Zlonice                    1654–1953

### Jihočeský kraj
- Pivovar Benešov nad Černou         1423–1941
- Pivovar Blatná                     1450–1978
- Pivovar Černá v Pošumaví           1568–1947
- Pivovar Český Krumlov – měšťanský 1578–1949
- Pivovar Český Krumlov 1560–2014
- Pivovar Český Rudolec         před 1539–po 1885
- Pivovar Dačice  ?  –1936
- Pivovar Dírná                       1520   –1949
- Pivovar Chýnov                     1581–1948
- Pivovar Kardašova Řečice  1517 - 1930
- Pivovar Jindřichův Hradec          1580–1967
- Pivovar Jistebnice                 1538–1928
- Pivovar Kaplice                    1382–1942
- Pivovar Koloděje nad Lužnicí  ?  –1921
- Pivovar Lnáře  ?  –1935
- Pivovar Mirovice                   1597–1961
- Pivovar Petrův Dvůr u Netolic      1592–1949
- Pivovar Písek                      1327–1952
- Pivovar Prachatice                 1569–1949
- Pivovar Slavonice  ?  –1920
- Pivovar Soběslav                   1390–1951
- Pivovar Studená                    1557–1994
- Pivovar Tábor                      1612–1981
- Pivovar Vimperk – měšťanský        1598–1946
- Pivovar Vimperk – zámecký          1589–1967
- Pivovar Vodňany                    1336–1944
- Pivovar Volary                     1875–1960
- Pivovar Volyně                     1299–1974
- Pivovar Vyšší Brod                 1380–1948
- Pivovar Želeč  ?  –1943

### Plzeňský kraj
- Pivovar Biskoupky             před 1573–  ?
- Pivovar Blovice              konec 16. století–1926
- Pivovar Bor  ?  –1946
- Pivovar Čeminy  ?  –1949
- Pivovar Česká Bříza                1885–1908
- Pivovar Darová                  po 1650–1750
- Pivovar Dešenice  ?  –1946
- Pivovar Dobřany                    1872–1950
- Pivovar Domažlice                  1265–1995
- Pivovar Hojsova Stráž              1850–1946
- Pivovar Horažďovice                1869–1946
- Pivovar Horšovský Týn – starý pivovar           1596–1891
- Pivovar Horšovský Týn – nový pivovar             1891–1951
- Pivovar Hradiště - Blovice    před 1618–1875
- Pivovar Hřešihlavy            před 1589–1890
- Pivovar Chotiměř                   1749–1907
- Pivovar Kašperské Hory  ?  –1947
- Pivovar Klatovy – měšťanský        1780–1950
- Pivovar Klatovy – parostrojní      1879–1939
- Pivovar Kout na Šumavě        1826–1969, 2006–2019
- Pivovar Kožlany                    1576–1909
- Pivovar Kralovice  ?  –1929
- Pivovar Krasíkov                   1712–1947
- Pivovar Krukanice             před 1750–1946
- Pivovar Křimice – starý                    1694–1902
- Pivovar Křimice – nový                    1902–1944
- Pivovar Liblín                před 1590–1890
- Pivovar Manětín – obecní           1382–1900
- Pivovar Manětín – panský               1587–1946
- Pivovar Město Touškov              1544–1930
- Pivovar Mirošov                    1588–1930
- Pivovar Mýto                       1870–1892
- Pivovar Nečtiny                    1553–1920
- Pivovar Nekmíř  ?  –1944
- Pivovar Nepomuk - Danner           1884–1948
- Pivovar Nepomuk - Měšťanský        1510–1883
- Pivovar Nepomuk - U Zeleného stromu1900–1938
- Pivovar Osek                  před 1521–1848
- Pivovar Osvračín                   1875–1890
- Pivovar Pivoň – klášterní             1440–1946
- Pivovar Planá                      1573–1942
- Pivovar Planá u Plzně              1874–1949
- Pivovar Poběžovice            před 1537–1890
- Pivovar Podmokly                   1654/1717–1942
- Pivovar Prašný Újezd               před 1750–1905
- Pivovar Puclice                    před 1700–1770
- Pivovar Rabštejn nad Střelou       1337–1910
- Pivovar Radnice – měšťanský        1517/1587–1942
- Pivovar Radnice – Šternberský        1749–1959
- Pivovar Rochlov  ?  –1933
- Pivovar Rokycany – augustiniánský      1500–1731 (sloučení s měšťanským pivovarem)
- Pivovar Rokycany – městský              ?  –1788
- Pivovar Rokycany – měšťanský (nový)    1901–1924
- Pivovar Rokycany – měšťanský (starý)           1390–1901
- Pivovar Rokycany – obecní              1731–1928
- Pivovar Skupeč                     1700–1750
- Pivovar Spálené Poříčí  ?  –1949
- Pivovar Staňkov                    1872–1978
- Pivovar Stod                       1872–1986
- Pivovar Stříbro                    1197–1950
- Pivovar Sušice                     1571–1949
- Pivovar Světovar                   1910–1934
- Pivovar Svinná                před 1700–1750
- Pivovar Štěnovice                  1904–1941
- Pivovar Šťáhlavy           počátek 16. století–1939
- Pivovar Švabín u Zbiroha           1397–1952
- Pivovar Terešov                    1749–1949
- Pivovar Třebel                     1647–1948
- Pivovar Újezd Svatého Kříže   před 1650–konec 19. století
- Pivovar Úlice                      1849–1935
- Pivovar Vlkýš                      1710–1933
- Pivovar Zbiroh                     1397–1952
- Pivovar Zelená Hora           před 1584–1935
- Pivovar Zvíkovec                   1543–1898

### Karlovarský kraj
- Pivovar Aš – akciový               1898–1946
- Pivovar Doubí u Karlových Varů  ?  –1947
- Pivovar Habartov  ?  –1946
- Pivovar Hartenberk                 1603–1947
- Pivovar Horní Slavkov              1849–1946
- Pivovar Cheb – akciový             1872–1994
- Pivovar Cheb – měšťanský           1356–1946
- Pivovar Cheb – Spröten              ?  –1946
- Pivovar Karlovy Vary               1879–1999
- Pivovar Loket                      1890–1953
- Pivovar Merklín                    1594–1954
- Pivovar Ostrov  ?  –1947
- Pivovar Teplá – měšťanský           ?  –1949
- Pivovar Toužim                     1749–1928
- Pivovar Žlutice – panský       1575–1929[1]

### Ústecký kraj
- Pivovar Benešov nad Ploučnicí      1399–1949
- Pivovar Bílina                     1615–1977
- Pivovar Bohušovice nad Ohří        1898–1952
- Pivovar Čížkovice                  1623–1935
- Pivovar Doksany                    1674–1946
- Pivovar Duchcov  ?  –1935
- Pivovar Horní Beřkovice  ?  –1947
- Pivovar Horní Ves       1872–1935
- Pivovar Chlumec u Chabařovic       1594–1946
- Pivovar Chřibská                   1500–1946
- Pivovar Jiřetín pod Jedlovou  ?  –1936 (Grundův pivovar)[2]
- Pivovar Falkenštejn Krásná Lípa  1877–1949
- Pivovar Krásné Březno              1795–2011
- Pivovar Liběšice                   1738–1948
- Pivovar Libochovice                1591–1951
- Pivovar Lipová                     1869–1946
- Pivovar Litoměřice – akciový       1858–1943
- Pivovar Litoměřice – měšťanský      1720–2002
- Pivovar Louny                      1892–2010
- Pivovar Lovosice                   1614–1945
- Pivovar Most                       1490–1998
- Pivovar Petrohrad                  1621–1967
- Pivovar Podmokly     1707–1997
- Pivovar Postoloprty                1562–1946
- Pivovar Roudnice nad Labem         1676–1975
- Pivovar Rumburk                    1579–1967
- Pivovar Šluknov                    1512–1977
- Pivovar Terezín                    1787–1942
- Pivovar Vejprty                    1607–1948
- Pivovar Verneřice  ?  –1946
- Pivovar Žatec – Dreherův           1898–1948

### Liberecký kraj
- Pivovar Česká Lípa                 1698–1948
- Pivovar Český Dub  ?  –1886
- Pivovar Hodkovice nad Mohelkou     1899–1926
- Pivovar Hrubá Skála                1564–1943
- Pivovar Hrubý Rohozec              1820–1938
- Pivovar Jablonec nad Nisou         1835–1991
- Pivovar Jilemnice                  1897–1957
- Pivovar Lomnice nad Popelkou       1660–1958
- Pivovar Návarov  ?  -1905
- Pivovar Nová Ves u Chrastavy  ?  –1948
- Pivovar Semily  ?  –1936
- Pivovar Turnov                     1846–1942

### Královéhradecký kraj
- Pivovar Hradec Králové             1545–1999 (přestavěn na krajský úřad)
- Pivovar Dvůr Králové nad Labem     1859–1978
- Pivovar Hořice                     1886–1976
- Pivovar Nový Bydžov – parostrojní  1891–1973
- Pivovar Vrchlabí                   1902–1973
- Pivovar Česká Skalice              1750–1955
- Pivovar Rudník                     1813–1951
- Pivovar Jaroměř                    1875–1951
- Pivovar Dřevěnice                  1511–1950
- Pivovar Smiřice                    1885–1949
- Pivovar Častolovice                1410–1949
- Pivovar Úpice                      1668–1948
- Pivovar Hostinné                   1893–1948
- Pivovar Nový Bydžov – měšťanský    1695–1948
- Pivovar Chlumec nad Cidlinou  ?  –1948
- Pivovar Hronov                     1909–1948
- Pivovar Police nad Metují          1420–1948
- Josefov         1820–1948
- Pivovar Sadová  ?  –1947
- Pivovar Choustníkovo Hradiště      1866–1945
- Pivovar Velká Ledhuje  ?  –1944
- Pivovar Broumov – měšťanský         ?  –1943
- Pivovar Obora  ?  –1942
- Pivovar Popovice u Jíčina           ?  –1935

### Pardubický kraj
- Pivovar Bystré  ?  –1927
- Pivovar Choceň                     1587–1984
- Pivovar Jevíčko                    1895–1997
- Pivovar Košumberk                  1867–1948
- Pivovar Litomyšl                   1860–1953
- Pivovar Moravská Třebová           1622–1945
- Pivovar Nasavrky                   1749–1951
- Pivovar Přelouč                    1864–1926
- Pivovar Přelouč – Emlerův                     ?  –1949
- Pivovar Rychmburk                  1537–1925
- Pivovar Semín u Přelouče           1691–1926
- Pivovar Svitavy                    1256–2002
- Pivovar Ústí nad Orlicí            1892–1940

### Kraj Vysočina
| Pivovar              | Zahájení provozu | Ukončení provozu | Aktuální stav    | Kraj              | Souřadnice               |
| -------------------- | ---------------- | ---------------- | ---------------- | ----------------- | ------------------------ |
| Batelov              | před 1546        | 1907             |                  | Kraj Vysočina     |                          |
| Boskovice            | 1674             | 1951             |                  | Jihomoravský kraj |                          |
| Bouzov               | před 1586        | 1905             | Prázdný          | Olomoucký kraj    | 49.6966467N, 16.9002325E |
| Brno (bří Tůmů)      | 1883             | 1937             |                  |                   |                          |
| Brno - Jehnice       | ?                | 1943             |                  | Jihomoravský kraj |                          |
| Brno (Královo Pole)  | 1623             | 1873             |                  |                   |                          |
| Brtnice (knížecí)    | 1727             | 1945             |                  | Kraj Vysočina     |                          |
| Brumov               | 1573             | 2001             | Prázdný          | Zlínský kraj      |                          |
| Čechtín              | před 1591        | 1884             |                  | Kraj vysočina     |                          |
| Černá                | před 1585        | 1884             |                  | Kraj vysočina     |                          |
| Dolní Kounice        | ?                | 1848             |                  | Jihomoravský kraj |                          |
| Habrovany            | 1406             | 1888             |                  | Jihomoravský kraj |                          |
| Holešov              | 1579             | 1961             | Služby a bydlení | Zlínský kraj      |                          |
| Jarošov              | 1688             | 1997             | Prázdný          | Zlínský kraj      |                          |
| Jemnice              | 1800             | 1944             |                  | Kraj vysočina     |                          |
| Jimramov             | před 1500        | 1928             |                  | Kraj Vysočina     |                          |
| Kroměříž (biskupský) | 1226             | 1985-87          |                  | Zlínský kraj      |                          |
| Kroměříž (měšťanský) | 1278             | 1925             |                  | Zlínský kraj      |                          |
| Kyjov                | 1526             | 1966             |                  | Jihomoravský kraj |                          |
| Ledeč nad Sázavou    | 1763             | 1949             |                  | Kraj Vysočina     |                          |
| Malenovice           | ?                | 1943             | ?                | Zlínský kraj      |                          |
| Náměšť nad Oslavou   | ?                | 1949             |                  | Kraj Vysočina     |                          |
| Pacov                | 1528             | 1969             |                  | Kraj Vysočina     |                          |
| Polná                | 1710             | 1950             |                  | Kraj Vysočina     |                          |
| Předklášteří         | 1861             | 1942             |                  | Jihomoravský kraj |                          |
| Rájec nad Svitavou   | 1225             | 1974             |                  | Jihomoravský kraj |                          |
| Rantířov             | po 1686          | asi 1910         |                  | Kraj Vysočina     |                          |
| Rosice u Brna        | ?                | kolem 1900       |                  | Jihomoravský kraj |                          |
| Střítež              | před 1536        | 1935             |                  | Kraj Vysočina     |                          |
| Šternberk            | 1877             | 1935             |                  | Olomoucký kraj    | 49.7291711N, 17.2923742E |
| Těšetice             | 1594             | 1970             | ?                | Olomoucký kraj    | ?                        |
| Třemešek             | ?                | 1933             | Prázdný          | Olomoucký kraj    | 49.9463689N, 17.0011142E |
| Třešť                | před 1589        | 1961             |                  | Kraj Vysočina     |                          |
| Uherský Ostroh       | ?                | 2000             | Prázdný          | Zlínský kraj      |                          |
| Uničov               | 1670             | 1948             | ?                | Olomoucký kraj    | 49.7719497N, 17.1222556E |
| Velká Bíteš          | 1580             | 1948             |                  | Kraj Vysočina     |                          |
| Velká Bystřice       | 1578             | 1944             |                  | Olomoucký kraj    | 49.5944622N, 17.3577156E |
| Velké Meziříčí       | 1834             | 1949             |                  | Kraj Vysočina     |                          |
| Velké Opatovice      | 1568             | 1897             | ?                | Jihomoravský kraj |                          |
| Velký Beranov        | před 1671        | asi 1785         |                  | Kraj Vysočina     |                          |
| Vidnava              | ?                | 1948             | ?                | Olomoucký kraj    | 50.3734264N, 17.1832075E |
| Vladislav            | 1860             | 1944             |                  | Kraj Vysočina     |                          |
| Želetava             | 1867             | 1953             |                  | Kraj Vysočina     |                          |
| Žirovnice            | ?                | 1893             |                  | Kraj Vysočina     |                          |

### Olomoucký kraj
- Pivovar Haňovice                  1555–1899
- Pivovar Loštice                   1869–1949
- Pivovar Olomouc-Holice            1897–1999
- Pivovar Prostějov – akciový         1897–1998
- Pivovar Prostějov – Dvořákův      1875–1943

- Pivovar Přerov – měšťanský         1540–1939

### Moravskoslezský kraj
- Pivovar Bruntál                   1653–1955
- Pivovar Dolejší Kunčice           1812–1873
- Pivovar Fulnek                    1875–1939
- Pivovar Hukvaldy                  1567–1970
- Pivovar Janovice  ?  –1946
- Pivovar Jindřichov ve Slezsku     1589–1970
- Pivovar Karviná  ? –1953[3]
- Pivovar Krnov                     1562–1950
- Pivovar Nový Jičín-Loučka         1869–1970
- Pivovar Lukavec                   1663–1947
- Pivovar Odry                      1866–1943
- Pivovar Opava                     1826–2005
- Strassmannův pivovar – Ostrava       1842–1950
- Pivovar Příbor  ?  –1948
- Pivovar Radvanice                 1871–1937
- Pivovar Velká Polom – Scholzův     90. léta 19. století–1930
- Pivovar Velká Polom – Wilczekův       před 1500–1890
- Pivovar Vítkov                    1650–1975

## Obnovené pivovary
- Pivovar Bezděkov u Klatov          1870–1950, 2014-dosud
- Pivovar Břeclav                    1900–1996, 2013–dosud
- Pivovar Cvikov                     1560–1968, 2014–dosud
- Pivovar Česká Kamenice             1640–1951, 2015-dosud
- Pivovar Dalešice                   1623–1979, 2004–dosud
- Pivovar Dobruška                   1870–1987, 1991–1994, 2008–dosud
- Pivovar Frýdlant  ?–1949, 2014–dosud
- Pivovar Kácov                      1457–1957, 1992–1996, 2001–dosud
- Pivovar Kamenice nad Lipou         1861–1948, 2017-dosud
- Pivovar Kutná Hora                 1573–2009, 2017–dosud
- Pivovar Kynšperk nad Ohří          1533–1951, 2013–dosud
- Pivovar Plasy                      1550–1967, 2015-dosud
- Pivovar Podkováň                   1434–2007, 2011–dosud
- Pivovar Předklášteří                 1861–1942, ? - dosud
- Pivovar Rakovník                   1454–1996, 2001–dosud
- Pivovar Rožnov pod Radhoštěm       1712–1949, 2010–dosud
- Pivovar Rychnov nad Kněžnou        1578–1961, 2009–dosud
- Pivovar Únětice                    1842–1949, 2011–dosud
- Pivovar Vratislavice nad Nisou     1872–1998, 2001–dosud
- Pivovar Hostan Znojmo      1720–2009, 2015-dosud
- Pivovar Sokolnice               1550–1932, 2014 - dosud